# Wikimedia Commons
Pour les articles homonymes, voir Commons.
Wikimedia Commons (souvent nommé Commons) est une bibliothèque numérique collaborative et gratuite lancée en 2004. Elle héberge des images, des sons, d'autres médias audiovisuels et des données JSON. Elle centralise des médias tels que photographies, dessins, schémas, fichiers son, partitions, cartes géographiques, textes écrits et parlés, animations et vidéos, objets 3D qui ont une utilité pour les projets du mouvement Wikimédia. En novembre 2023, elle passe la barre des 100 millions de fichiers hébergés.
Cette bibliothèque multimédia propose uniquement un contenu libre, publié soit sous licence libre, soit dans le domaine public aux États-Unis, dans le pays d'origine de l'œuvre, et dans celui du contributeur l'ajoutant au site. Sa politique de licence libre a obligé le monde juridique à prendre position sur les droits d'auteur d'œuvres créées par des non-humains lors de la controverse du selfie du macaque.
Wikimedia Commons collabore avec des médiathèques afin de diffuser plus largement leurs fonds d'images libres, à travers Wikipédia notamment. Ces images, dont beaucoup ont une valeur historique, servent ensuite d'illustrations à des articles de Wikipédia, des sites web et des journaux en ligne. Ce type de collaboration offre à ces bibliothèques et musées une plus grande diffusion de leur fonds d'images, et une révision de ces fonds par les internautes qui signalent les erreurs comme des descriptions incorrectes ou des confusions entre auteurs homonymes, et permettent la correction des autorités, les biographies succinctes identifiant les auteurs dans une collection d'archives.
Afin d'augmenter le nombre d'images libres disponibles pour illustrer les articles, le concours photographique international Wiki Loves Earth propose de prendre des photos ayant pour sujet le patrimoine naturel, puis à les téléverser dans Wikimedia Commons.

## Origine du nom
Le nom Wikimedia Commons provient de Wikimedia Foundation et de commons (en anglais, « terrains communaux » au sens propre, « biens communs » au sens figuré), signifiant ainsi le partage de contenus entre différentes versions linguistiques de projets de différentes natures.

## Histoire
Le projet fut proposé par Erik Möller en mars 2004 et fut lancé le 7 septembre de la même année,. La principale motivation pour un dépôt centralisé était de réduire la dispersion d'efforts entre les projets Wikimedia des différentes langues car un même fichier devait être importé unitairement sur chacun des wiki souhaitant l'utiliser.

## Organisation et fonctionnement

### Principe
Contrairement aux banques d'images et de médias traditionnelles, Wikimedia Commons ne publie que des médias dans le domaine public ou sous licence libre. Tout un chacun peut gratuitement le copier, le réutiliser et par ricochet modifier les fichiers disponibles sur Commons tant que les conditions de redistribution des copies ou des fichiers modifiés sont respectées. La structure de la base de données est distribuée avec les textes de Commons sous la licence Creative Commons BY-SA 3.0. Les conditions de distribution de chaque fichier individuel sont indiquées sur la page de description qui l'accompagne.
Pour être accepté dans Wikimedia Commons, un média doit pouvoir être redistribué et publié, y compris commercialement et s'il est modifié. Seules certaines contraintes sont permises, comme l'obligation de citer l'auteur originel ou de redistribuer une création dérivée sous la même licence. Les formats acceptés sont : PNG, GIF, JPEG, XCF, PDF, MIDI, Ogg, SVG et DjVu. La taille maximale d'un fichier est de 100 Mo. Néanmoins, tous les médias « libres » ne sont pas acceptés : ils doivent posséder un intérêt encyclopédique, éducatif, ou potentiellement servir au sein d'un des projets de Wikimedia. Seuls les logos de Wikimedia échappent à ces règles, dans le but de faciliter leur utilisation dans les différents projets de la fondation.
Comme les autres projets Wikimedia, Commons est fondé sur la technologie mediawiki. Les pages peuvent donc être modifiées facilement par quiconque sans nécessiter de connaissances particulières, directement depuis un navigateur web. Contrairement aux fichiers téléchargés directement dans chaque projet, ceux qui sont importés dans Commons peuvent être insérés dans les pages de tous les projets Wikimedia sans qu'il soit nécessaire de réitérer l'opération d'importation projet par projet. Contrairement à Wikipédia ou au Wiktionnaire, qui sont déclinés dans plusieurs variantes linguistiques, Commons est un projet multilingue : si la plupart des pages du projet disposent de traductions, il n'y a pas de Commons différents pour chaque langue.

### Organisation

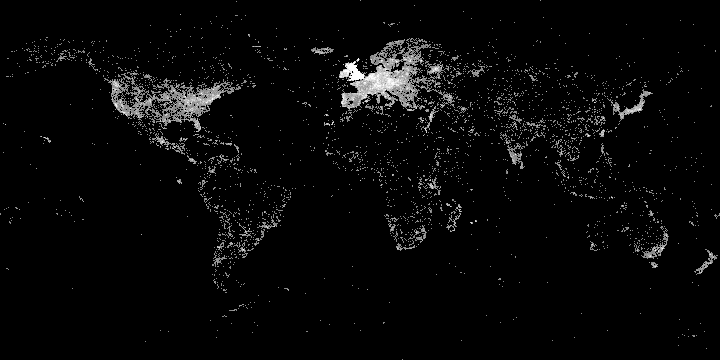
Wikimedia Commons, en plus de classer les images dans un système de catégories en arborescence heuristique, invite les contributeurs à géoréférencer leurs images ou vidéos quand cela est possible ou a un sens.
Remarque : Les pays les plus développés, notamment le Royaume-Uni, ont pris de l'avance dans ce domaine.

La gestion et l'utilisation de Commons reposent pour une part importante sur l'emploi de diverses catégories. Nombre d'entre elles — par sujets — permettent aux utilisateurs de trouver les illustrations ou documents qui les intéressent, des liens étant, de plus, facilement insérables notamment dans les articles encyclopédiques des projets Wikipédia. À remarquer pour les wikipédiens francophones que les noms des catégories ne suivent pas sur Commons la règle du singulier, valable dans ce projet-ci.
La catégorie la plus haute, dite « catégorie racine », est « CommonsRoot ».
On trouve immédiatement en dessous la catégorie « Categories » qui regroupe comme catégories-filles celles qui portent sur les thèmes les plus larges, abstraits comme concrets, par exemple : catégories par couleur, catégories par continent, catégories par fonction. Parmi celles-ci, la catégorie « Categories by topic » est placée en haut de liste en raison de son intérêt pour tout utilisateur, et ayant en catégories-filles des catégories comme « Diagrams by subject » ; cette catégorie est à comparer à la catégorie « Topics » où elle figure également en tête de liste…
On trouve ensuite la catégorie « Commons », sorte de catégorie-mère pour les règles et tâches de maintenance de la médiathèque. On reconnaît ainsi parmi les catégories-filles la catégorie « Commons-fr » qui concerne les pages en français ou les pages et images ayant à voir avec les projets francophones. De cette catégorie, se rapproche la catégorie « User » qui regroupe les utilisateurs comme dans les autres projets.
Trois catégories majeures sont affectées au type du document (média), son statut quant au droit d'auteur et à sa provenance (source) : « Media types », « Copyright statuses » et « Pictures and images by source ».
« Topics » est la catégorie-mère de la hiérarchie des sujets représentés par les images ou illustrés par un autre média. Normalement tous les fichiers doivent apparaître dans au moins l'une des catégories de cette partie de l'arborescence afin de permettre la recherche par sujet et mot-clé. On y trouve par exemple la catégorie « Nature » avec parmi beaucoup d'autres la sous-catégorie « Natural phenomena ».

### Contributions
En juin 2013, Wikimedia Commons réunissait un groupe social de « commonistes » s'élevant à plus de 7 000 utilisateurs actifs au niveau mondial et était supervisée par 271 administrateurs dont huit bureaucrates. Les 17 millions de fichiers hébergés sur Commons comptabilisaient 441,7 millions de pages vues par mois, soit 613 531 par heure uniquement sur le site de Wikimedia commons[Passage à actualiser].
En avril 2005, Directmedia Publishing (en), une maison d'édition allemande de Berlin qui publie Wikipédia en allemand sur DVD-ROM, a fait don à Wikimedia Commons d'une collection de 10 000 images scannées en haute résolution de peintures du domaine public tirée de leur DVD-ROM York Project : 10000 Meisterwerke der Malerei, qui ont été mises en ligne avec les métadonnées associées.
Des institutions (musées, bibliothèques, archives, institutions internationales) contribuent à l'enrichissement de Wikimedia Commons.
En décembre 2008, les archives fédérales du Bundestag allemand ont téléchargé 80 000 images vers ce site, puis en avril la bibliothèque du Land de Saxe fait un don de 250 000 images.
Dans le cadre d’une coopération entre les Archives fédérales de la République fédérale d’Allemagne et Wikimedia Allemagne, un transfert de masse d’environ 100 000 photos — la plupart ayant pour thème l'histoire de l'Allemagne (ex-RDA comprise) — a été réalisé. Les images sont sous licence Creative Commons Attribution ShareAlike 3.0 Germany (CC-BY-SA). L’accord conclu entre Wikimedia Allemagne et les Archives fédérales dispose expressément, entre autres, que les Archives fédérales possèdent les droits nécessaires pour être en mesure de placer les images sous cette licence. Les images ont une taille de 800 pixels sur leur côté le plus long. La deuxième partie de l’accord porte sur un outil qui relie la liste des noms de personnes enregistrées dans les Archives fédérales aux métadonnées personne de Wikipédia en allemand et à la liste d’autorité de la Bibliothèque nationale allemande, tâche que Wikipédia en allemand effectue déjà depuis 2005.
Le 31 mars 2009, la Deutsche Fotothek et Wikimedia Allemagne ont annoncé au cours d’une conférence de presse commune les détails d’un partenariat. L’un des aspects les plus manifestes est le placement d’environ 250 000 images de la Fotothek sous licence Creative Commons (CC-BY-SA 3.0) et leur importation sur Wikimedia Commons.
Le 25 novembre 2009, le musée ethnographique d'Amsterdam Tropenmuseum et Wikimedia Pays-Bas ont annoncé le placement d'environ 35 000 images concernant l'Indonésie sous licence Creative Commons (CC-BY-SA 3.0) et leur importation sur Wikimedia Commons. Cette donation fait suite à une première mise à disposition, début août 2009, de 2 100 images concernant le Suriname.
En 2018, célébrant les 120 ans de la loi suisse sur la conservation des monuments, les Archives cantonales vaudoises ont téléversé 130 reproductions photographiques, extraites de la collection de l'archéologue Albert Naef, un natif du canton de Vaud,.
En novembre 2023, Wikimedia Commons passe la barre des 100 millions de fichiers hébergés.

### Financement
En 2009, la Wikimedia Foundation a reçu une subvention de 300 000 dollars de la Fondation Ford pour développer son répertoire de ressources multimédia Wikimedia Commons à des fins éducatives.

## Concours

### Image de l'année
Depuis 2006, un vote en deux tours désigne l'« Image de l’année » parmi plusieurs centaines de photos ayant reçu le label d'« image remarquable » durant l’année précédente,. En 2016, 4 765 participants du monde entier votent pour les meilleures images parmi 1 475 images présélectionnées[Passage à actualiser].

### Wiki Loves Monuments
Depuis 2010, le concours photographique « Wiki Loves Monuments » est organisé chaque année au mois de septembre pour photographier les monuments historiques et nationaux du monde,. Les éditions 2011 et 2012 ont été officiellement reconnues comme « plus grand concours de photographie du monde » par le Livre Guinness des records,. En septembre 2013, 11 000 internautes ont participé au concours, en téléversant 370 000 photos[Passage à actualiser].

### Wiki Loves Earth
Le concours photographique Wiki Loves Earth est créé en 2013 par Wikimedia Ukraine sur le thème du patrimoine naturel. Après cette première édition limitée à ce pays, le concours devient international l'année suivante et 15 pays y participent. Parmi les associations Wikimedia locales francophones, Wikimédia France et Wikimedia CH ne participent qu'à partir de 2015, rejointes par Wikimédia Canada en 2017.

## Distinctions
Wikimedia Commons a reçu une mention honorifique dans la catégorie Communauté numérique lors des Prix Ars electronica awards 2005 en mai 2005.

## Contenu controversé
Le site a été critiqué pour héberger de grandes quantités de pornographie amateur, souvent téléchargée par des exhibitionnistes qui exploitent le site pour leur satisfaction personnelle, et qui sont soutenus par des administrateurs tolérants. En 2012, BuzzFeed a décrit Wikimedia Commons comme « jonché de bites ».
En 2010, le cofondateur de Wikipédia Larry Sanger a signalé Wikimedia Commons au FBI pour avoir hébergé des images sexualisées d'enfants connues sous le nom de « lolicon ». Après que les médias en ont fait état, Jimmy Wales, fondateur de la Wikimedia Foundation qui héberge Commons, a utilisé son statut d'administrateur pour supprimer plusieurs images sans que la communauté de Commons n'en discute. Wales a répondu à la réaction de la communauté de Commons en renonçant volontairement à certains privilèges du site, y compris la capacité de supprimer des fichiers.